# 内藤利邦
内藤 利邦（ないとう としくに、1940年11月5日 - 2011年11月10日）は、日本の実業家。オリエンタル酵母工業代表取締役社長を務めた。日本食糧新聞社第44回食品産業功労賞受賞。

## 人物・経歴
1963年山梨大学工学部発酵生産学科を3回生として卒業後、オリエンタル酵母工業に入社し、バイオ事業立ち上げなどにあたった。専務取締役事業本部長兼事業本部食品事業部長兼事業本部飼料・バイオ事業部長等を歴任。
2000年から生え抜き2人目となるオリエンタル酵母工業代表取締役社長を務め、三共との業務提携などを行った。2011年日本食糧新聞社第44回食品産業功労賞（技術部門）受賞。同年くも膜下出血のため死去。享年71。